# Homosexualität in der persischen Liebesdichtung

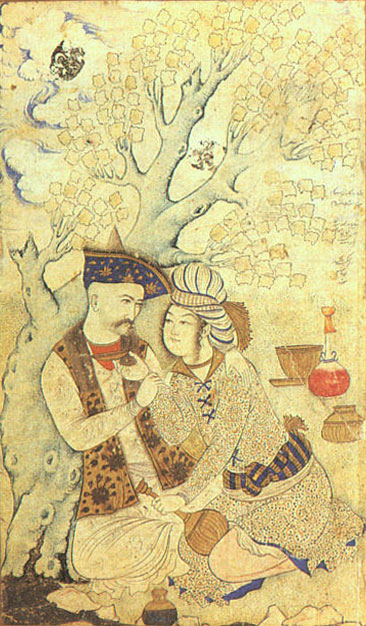
Der Weinjunge

Homosexualität war seit den Anfängen der neupersischen Dichtung im 9. bis zum 20. Jahrhundert Bestandteil der persischen Liebeslyrik. Insbesondere in der Ghaselendichtung war die Homoerotik, der schariarechtlichen Sanktionierung im islamischen Persien zum Trotz, fast das einzige amouröse Thema. Der berühmte persische Mystiker Dschalal ad-Din ar-Rumi (gest. 1273) verwendete die sexuelle Verbindung von Männern oder Knaben als Metapher für die Verbindung mit Gott. Auch bei Hafis (gest. um 1389), einem der bekanntesten persischen Dichter, ist das Objekt der Liebe zumeist ein ansehnlicher Junge.
Das Objekt der Liebe wird in persischen Gedichten häufig mit den teils adjektivisch verwendeten Begriffen ma‘šūq, maḥbūb und ḥabīb bezeichnet, allesamt maskuline arabische Lehnwörter in einer Sprache, deren Grammatik die geschlechtliche Unterscheidung nicht kennt. Hinweise auf die ersten Spuren des Bartwuchses oder die Verwendung von Interjektionen in Verbindung mit pesar („Junge“) zeigen dann das Geschlecht an. Häufig wurden die Jünglinge mit Zypressen verglichen.
Saadi (gest. 1283 oder 1291) dichtete:
Chosch mīravad īn pesar ke barchāst

Sarvīst ke mīravad tschenīn rāst

Schön geht der Jüngling, der sich reckt.

Wie die Zypresse, so perfekt.!

Farruchi (gest. 1037) schrieb in seinem Diwan:
Ey pesar gar del-e man kard hamichāhi schād

Az pas-e bāde marā būse hamī bāyad dād

O Jüngling, willst du mein Herz erfreuen,

so gib mir Wein und darfst den Kuss nicht scheuen!

Meistens handelte es sich bei dem Angebeteten um einen jungen Türken, seltener um Araber oder Hindus. Türkische Schönheiten wurden in Liebesgeschichten oft gewählt, sodass die Bezeichnung „Türke“ in der damaligen persischen Poesie zum Synonym männlicher Schönheit wurde. Es waren türkische Sklaven, die im Abbasidenreich der arabischen Kalifen, auf Sklavenmärkten erworben, militärisch ausgebildet und in den Armeen eingesetzt wurden.
Bei Hafis kommt in einem berühmten Vers ein Türke mit einem „Hindumal“ vor:
Agar ān Tork-e Schīrāzī be dast ārad del-e mārā

Be chāl-e hendūyasch bachscham Samarqand-o Bochārārā

Nähm der Schirazer Türke mein Herz in seine Hand,

Für’s Hindumal schenkt’ ich ihm Buchara und Samarkand.
Auch Farruchi schreibt in seinen Gedichten von der Sehnsucht nach einem türkischen Sklaven, wobei er Inder aufgrund ihrer Fügsamkeit bevorzugte. Er bezeichnet den türkischen Soldaten als sarhang, was so viel wie Truppenführer bedeutet. Insbesondere der Rang und die kriegerischen Qualitäten wurden dabei übertrieben. Diese militärischen Vergleiche bzw. Titel in der Liebesdichtung waren jedoch eher Metaphern, die dazu dienten, die Reize poetisch auszudrücken. Wimpern wurden dabei beispielsweise mit Pfeilen verglichen. Des Weiteren werden auch slawische (z. B. bulgarische) Sklaven erwähnt, die aufgrund ihrer hellen Haut begehrt waren.